# Spicara martinicus
Spicara martinicus es una especie de peces de la familia Centracanthidae en el orden de los Perciformes.

## Distribución geográfica
Se encuentra en la isla de Martinica.